# Toshimasa Yoshioka
Toshimasa Yoshioka –en japonés, 吉岡稔真, Yoshioka Toshimasa– (15 de junio de 1970) es un deportista japonés que compitió en ciclismo en la modalidad de pista. Ganó una medalla de bronce en el Campeonato Mundial de Ciclismo en Pista de 1993, en la prueba de keirin.

## Medallero internacional
| Campeonato Mundial | Campeonato Mundial | Campeonato Mundial | Campeonato Mundial |
| Año                | Lugar              | Medalla            | Competición        |
| ------------------ | ------------------ | ------------------ | ------------------ |
| 1993               | Hamar (Noruega)    | Medalla de bronce  | Keirin             |